# TAVIS.tw
TAVIS.tw為台灣影音創作提供的資訊交流平台及介紹台灣影劇產業相關資訊。

## 簡史
為行政院新聞局主持與規劃，於2004年針對臺灣影視產業所成立的資訊交流平臺，原名為「國家影音事業發展中心」計畫，於2008年正式改版與更名為：國家影視產業資訊平臺，簡稱為TAVIS.tw，是政府部門首個以Web 2.0形式所架構與營運的網站，內容匯聚臺灣影視創作作品與人才，被政府視為影視產業的線上目錄。

## 重要影響
- 臺灣影音文化重整，影音及推動產業機制推動，協助業者改善體質及對外競爭力。
- 解決電視台、電影公司、唱片公司與政府機構之影音產品等，資訊未統整之問題，協助產業界了解現有之計畫與資源。
- 國內外迅速地掌握國內影音訊息及人才，經電影、電視、唱片公司公開其影音版權及資產，間接促成有效交易。
- 作為產官學研完整研發或推動產業發展之參考，促進媒體產業研究機制及影音產業研究之建立。
- 募集歷年來國內已累積眾多的影音產品資料蒐集、整理、保存及研發之專責機構，保存歷史性影音資料。

## 頻道項目
依內容與性質有所不同
- 哈臺影音快遞 (TW Express)

影視訊息透過部落格形式提供，前身為電子報，內容依媒體文化創意產業、產業趨勢、影視專題企劃、人物專訪、影視焦點、最新動態與活動情報等分類。
- 創藝頻道 (Creativity Channel)

獨立創作者、業餘創作者、影視相關科系學生等個人為基礎，內容依動畫、紀錄片、劇情、音樂影片等分類，及類似線上履歷與人物傳記綜合的「人物誌」兩部分。
- 產業頻道 (Enterprise Channel)

依照[中華民國]公司法組織、登記、成立之公司或工作室、或依照相關法律規定組織、登記、設立之社團法人、財團法人或人民團體為基礎，內容以動畫、紀錄片、劇情、音樂影片、廣告等分類，及類似的黃頁「工商錄」兩部分。
- 資深頻道 (Revitalization Channel)

資深影視人員及幕前、後工作人員相關資訊。

## 內容類型
創作內容包含廣告與電視、電影之精采預告、宣傳片段、精華片段、特輯、分集或自行製作之影片，長度為 10 分鐘，格式FLV，尺寸720×480。

## 識別系統
線條連接 TAVIS五個字母，比照網路一般連結著有形無形的資訊世界，尾端無線網路點代表傳遞數位化資訊的意思。橘黃色系為主要色彩系統，依照不同頻道有不同的配色，「哈臺影音快遞」為紫色系、「創藝頻道」為綠色系、「產業頻道」為藍色系、「資深頻道」為粉紅色系等識別。

## 服務內容
- 嚴格遵守著作財產權保護及相關法規
- 2008年12月底，會員數達17,661名，4萬5千分鐘筆影音資料，2005年10月開放影音資料自行上傳暨線上授權機制功能。
- 一般：參與活動、參與討論區討論、檢舉影片、收藏影片等。
- 創藝：自由上傳創作作品至創藝頻道公開展示及編寫屬於創作者的「人物誌」等。
- 產業：自由上傳創作作品、編寫「工商錄」，發佈「情報交流」訊息等。

### 發展列表
- 2003/10/06 「成立國家影音事業發展中心－影音資訊蒐集與保存」第 1 場公聽會
- 2003/10/21 「成立國家影音事業發展中心－影音資訊蒐集與保存」第 2 場公聽會
- 2004/04/28 「成立國家影音事業發展中心－影音資訊蒐集與保存」第 3 場公聽會
- 2004/04/30 「成立國家影音事業發展中心－影音資訊蒐集與保存」第 4 場公聽會
- 2004/04/30 「成立國家影音事業發展中心－影音資訊蒐集與保存」第 5 場公聽會
- 2004/05/12 「成立國家影音事業發展中心－影音資訊蒐集與保存」第 6 場公聽會
- 2004/10/22 專案計畫「國家影音事業發展中心」名稱更改為國家影視產業資訊平臺[永久]
- 2004/11/30 舉辦「2010完全數位－國家影音產業資訊平臺啟動發表會
- 2008/09/24 舉辦「我想看見你－TAVIS.tw[永久]國家影視產業資訊平臺[永久]轉型記者會」
- 2008年舉辦「Wow! eye Taiwan 第一屆全民影音創作大賽」，獲得451筆作品參賽，於2009年舉辦「Wow! eye Taiwan 第二屆全民影音創作大賽」及全國大專影音畢業聯展。

## 外部連結
- 國家影音產業資訊平臺（页面存档备份，存于）